# Stazione di Highbury & Islington
La stazione di Highbury & Islington è un impianto ubicato tra Islington e Highbury, quartieri facenti parte del borgo londinese di Islington.
La stazione si divide in due impianti: una stazione ferroviaria sopraelevata, lungo la linea North London e linea East London, e una sotterranea, lungo la linea Northern City e a servizio della linea Victoria della metropolitana.

## Storia
La stazione attuale è il risultato della fusione di due stazioni precedenti. La prima si trovava sul sito della stazione esistente. Fu costruita nel 1872 dalla North London Railway (NLR) in stile neogotico con un ingresso carrale.
La seconda stazione era sul lato opposto di Holloway Road. Fu aperta il 28 giugno 1904 dalla Great Northern & City Railway (GN&CR) sulla linea tra Finsbury Park e Moorgate. Questa linea e la stazione furono gestite dalla Metropolitan Railway (MR) e dai suoi successori dal 1913 al 1975, quando furono trasferite alla British Rail. La linea allora era conosciuta come Northern City Line (dal 1970, come Northern Line - Highbury Branch) e gestita come ramo separato della linea Northern della rete metropolitana. I servizi sulla National Rail sono forniti dalla Great Northern, parte del consorzio di compagnie Govia Thameslink Railway, che ha rilevato il 14 settembre 2014 il precedente servizio fornito dalla First Capital Connect.
La stazione della NLR fu danneggiata da una bomba volante V1 che cadde su Highbury Corner il 27 giugno 1944, mentre l'edificio principale della stazione rimase in uso fino alla demolizione negli anni 1960, prima dell'apertura della linea Victoria. Gli edifici delle pensiline originali sono tuttora visibili sul binario direzione ovest, e c'è un piccolo resto dell'entrata dell'edificio originale alla sinistra dell'attuale entrata della stazione.

## Strutture e impianti

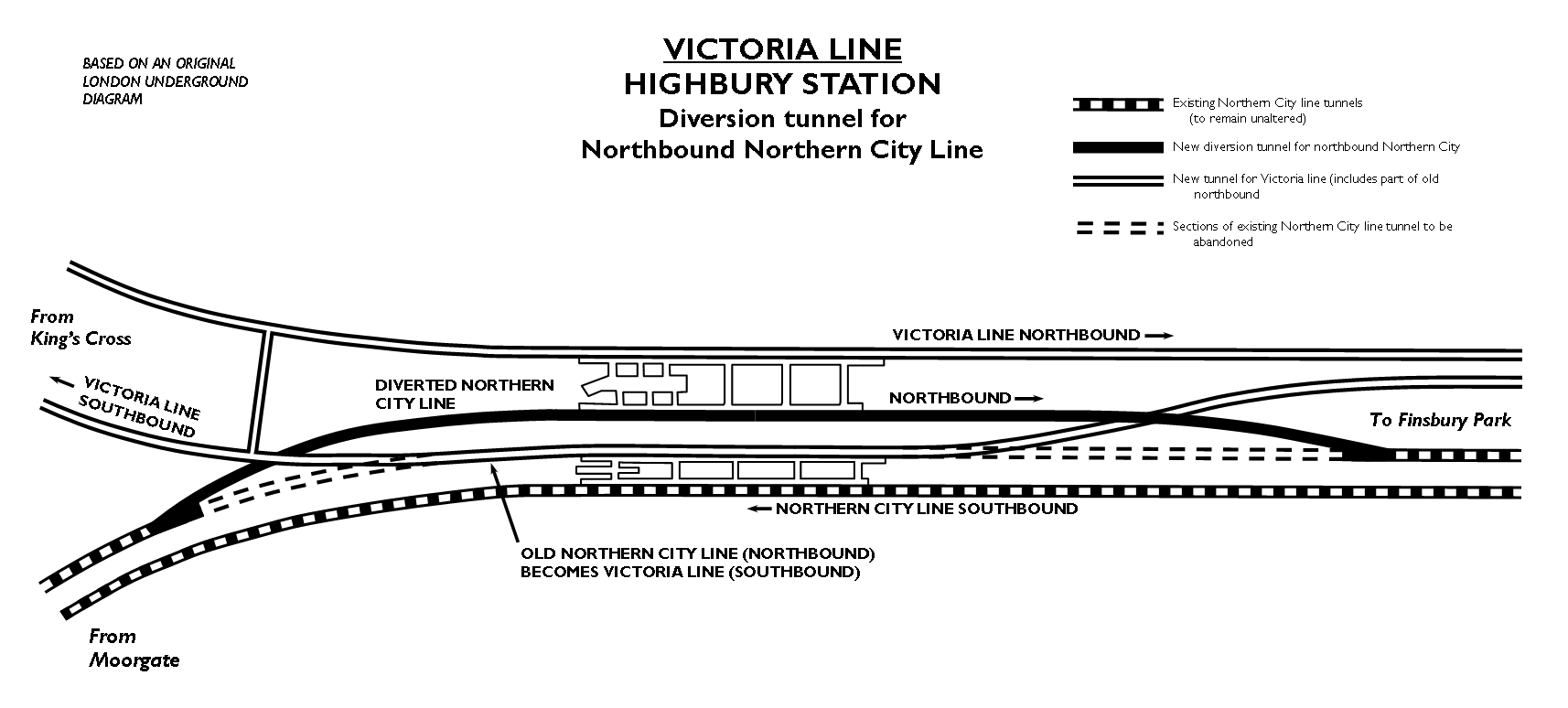
Mappa dei binari profondi a Highbury & Islington con i cambiamenti dovuti all'apertura della linea Victoria

Livello sotterraneoA livello sotterraneo sorge la fermata della metropolitana e della linea Northern City; i treni della linea Victoria utilizzano i binari 3 (verso Walthamstow Central) e 5 (verso Brixton), mentre i treni in direzione nord della linea Northern City utilizzano il binario 4, i treni in direzione sud utilizzano il 6.
L'attuale edificio a un solo piano fu costruito negli anni sessanta per l'apertura della linea Victoria avvenuta il 1º settembre 1968 e fornisce un'entrata comune per tutte le linee che passano per la stazione. Quando si aprirono le scale mobili per i binari profondi, l'edificio della stazione della GN&CR, situato dal lato opposto della via, fu chiuso. Questa entrata inutilizzata esiste tuttora, ed è stata restaurata esternamente nel 2006. Viene riutilizzata per contenere i sistemi moderni di segnalazione della Victoria Line.
Il percorso della linea Victoria fu disegnato in modo tale da fornire il maggior numero possibile di interscambi con altre linee della metropolitana e della British Rail e, dove possibile, questi interscambi furono progettati per essere semplicemente connessioni tra binari diretti nella stessa direzione; per facilitarlo, a Highbury & Islington, il binario direzione nord della Northern City Line fu convertito nel binario direzione sud della linea Victoria, dando alla nuova linea un collegamento diretto al binario direzione sud della NCL. Furono costruiti due nuovi binari per i passeggeri diretti a nord lungo la linea Victoria e la NCL. La galleria in direzione nord della NCL fu deviata per collegarsi al nuovo binario e la galleria in direzione sud della Victoria si collegò alla vecchia galleria in direzione nord della NCL a poca distanza dalla stazione, su entrambi i lati.

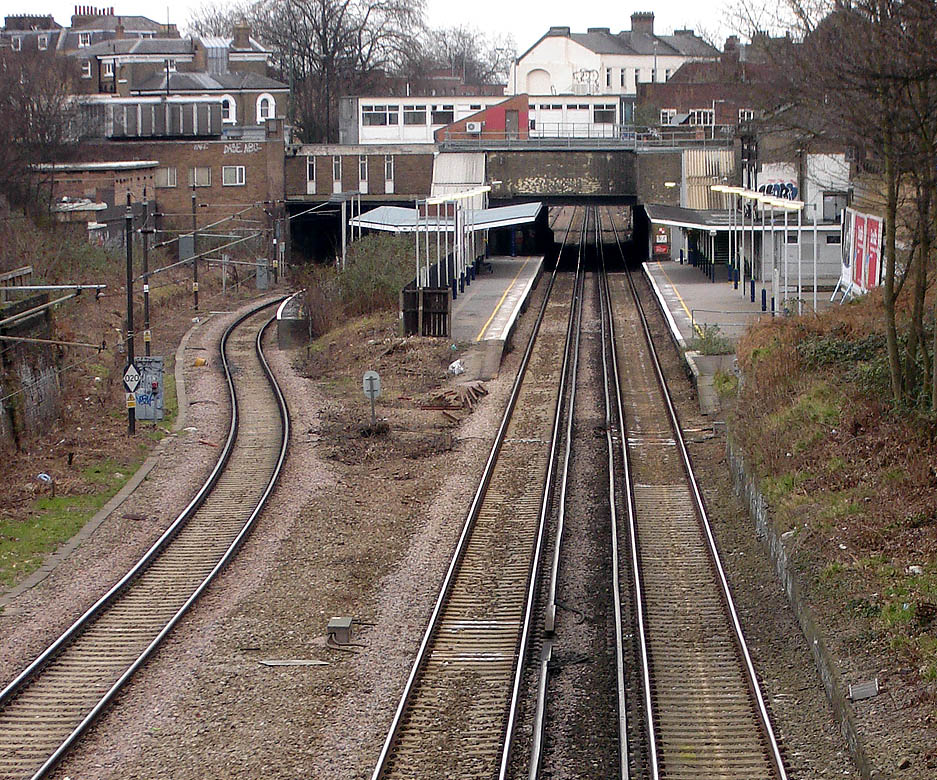
L'inusuale disposizione dei binari, che mostra il binario "per usi speciali" sul binario elettrificato in alternata sulla sinistra, normalmente utilizzato dai treni merci.

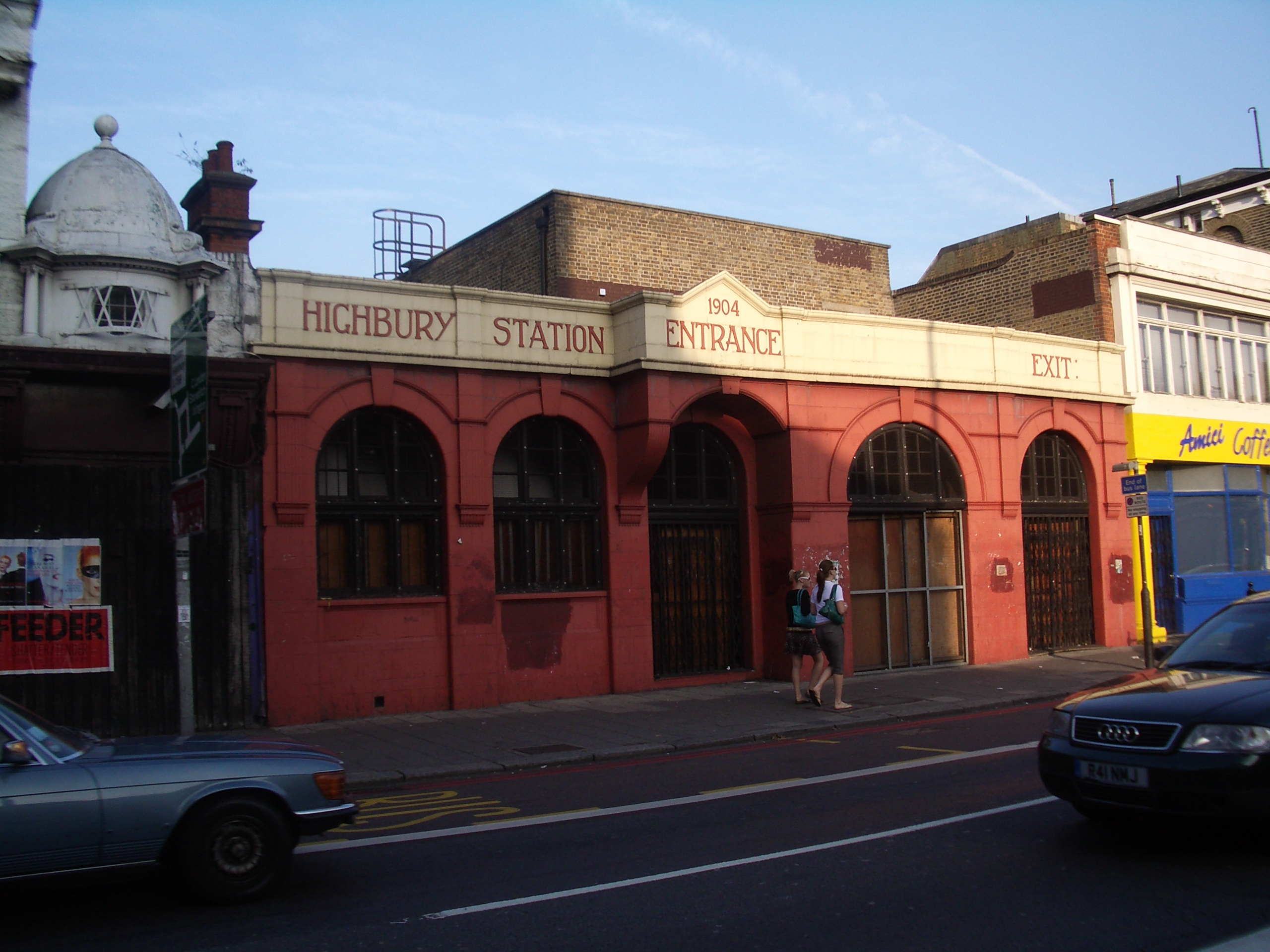
L'entrata della stazione originale della GN&CR, di fronte all'entrata attuale

Livello superficialeAl livello del terreno sorge la fermata delle linee North London e East London (di cui Highbury & Islington è capolinea). I binari 1 e 2 vengono utilizzati dai treni transitanti sulla linea East London diretti a Crystal Palace e West Croydon (la domenica per Clapham Junction), mentre i treni della linea North London utilizzano i binari 7 e 8.
La NLL è passata sotto la gestione della London Overground nel 2007, sostituendo il precedente servizio della Thameslink. Per permettere l'utilizzo dei nuovi treni a quattro carrozze, la linea (inclusa la stazione di Highbury & Islington) è stata chiusa tra il febbraio e il maggio 2010 fra le stazioni di Gospel Oak e di Stratford, con l'installazione di nuovi sistemi di segnalazione e l'allungamento di 30 piattaforme. Durante questo periodo, la biglietteria della stazione è stata ampliata e le piattaforme della Overground sono state rese accessibili a passeggeri disabili. La NLL è stata riaperta il 1º giugno 2010.
Le piattaforme della ELL sono state aperte nel marzo 2011, dopo la ricostruzione del collegamento della Western Curve che connette la stazione con Dalston Junction e con il resto della ELL.
L'amministrazione di Islington sta prendendo in considerazione la ristrutturazione dell'area dell'attuale stazione, ed in generale di Highbury Corner, possibilmente coprendo i binari della linea North London per costruire uffici.
La stazione fa parte della Travelcard Zone 2.

## Movimento
Per quanto concerne la rete metropolitana, la stazione è servita dalla linea Victoria.
Per quanto riguarda invece la rete ferroviaria, Highbury & Islington è servita dai convogli di Great Northern e dalle relazioni East London e North & West London della rete di London Overground.
A maggio 2016, gli orari dei servizi ferroviari da qui transitanti erano come di seguito descritti:
Linea East LondonIl servizio, da lunedì a sabato, prevede un treno ogni 7/8 minuti durante tutto il giorno, mentre di domenica è previsto il transito di un treno ogni quarto d'ora, prima delle 13:00, e uno ogni 7/8 minuti fino alla fine del servizio.
Linea North & West LondonL'orario feriale prevede un treno ogni 7/8 minuti. Di domenica, invece, è prevista una frequenza di 10 minuti.
Great NorthernDal lunedì al venerdì è previsto un servizio con una frequenza che varia dai 4 ai 15 minuti, prima delle 10:00 del mattino; la frequenza passa poi ai 10 minuti, fino alle 16:00, prima di tornare alla medesima frequenza del mattino, fino al termine del servizio. Prima di dicembre 2015, i servizi finesettimanali e serali erano deviati a King's Cross da Finsbury Park. I treni in direzione nord sono diretti alternativamente a Welwyn Garden City e a Hertford North, con estensioni orarie per Letchworth nei giorni feriali e a Stevenage nei weekend.

## Interscambi
Nelle vicinanze della stazione effettuano fermata numerose linee urbane automobilistiche, gestite da London Buses.
- Fermata autobus

## Galleria d'immagini
London Overground

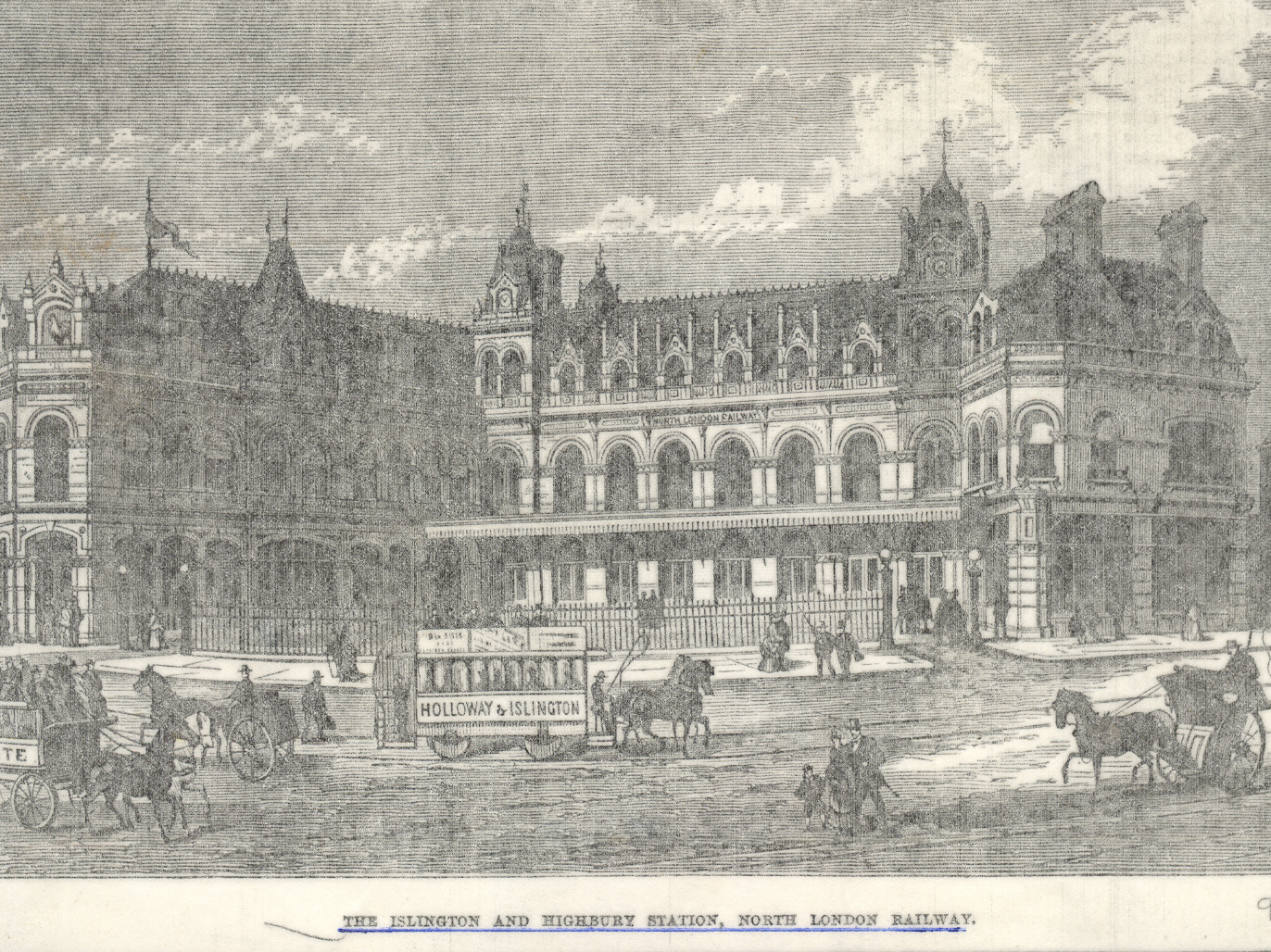
Raffigurazione della stazione originale, 1873
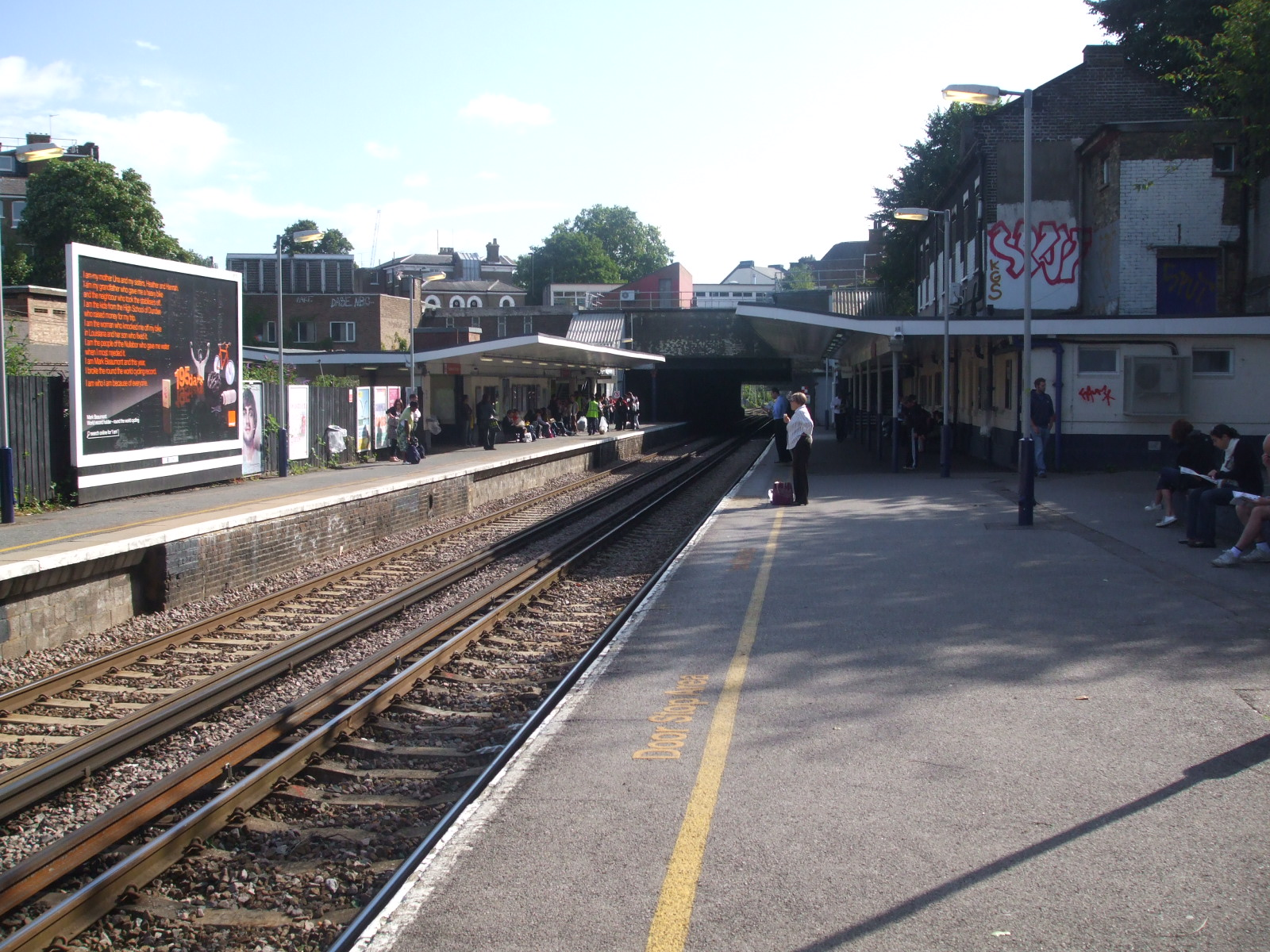
Piattaforme in direzione est. È visibile la terza rotaia in corrente continua
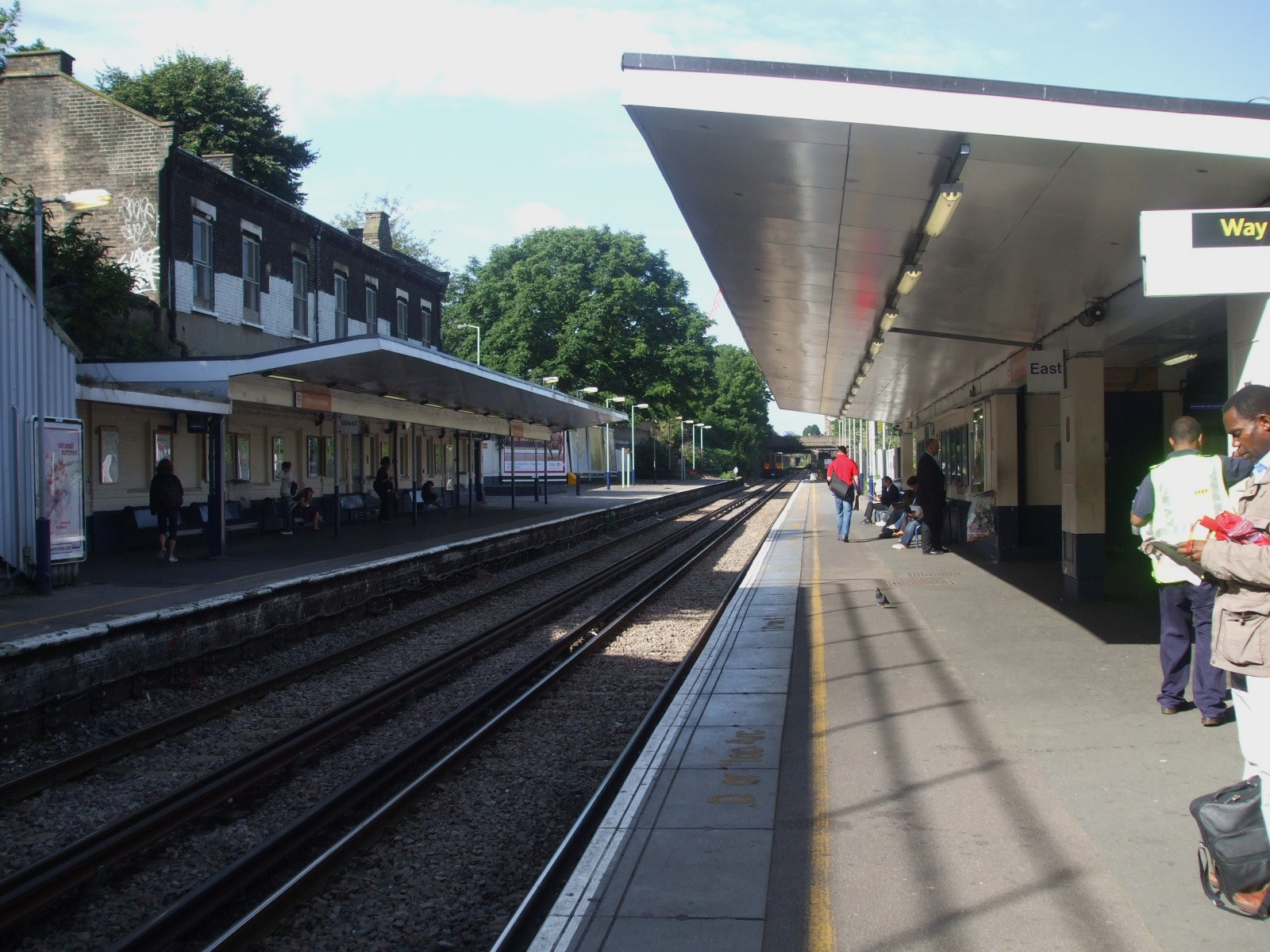
Piattaforme in direzione ovest
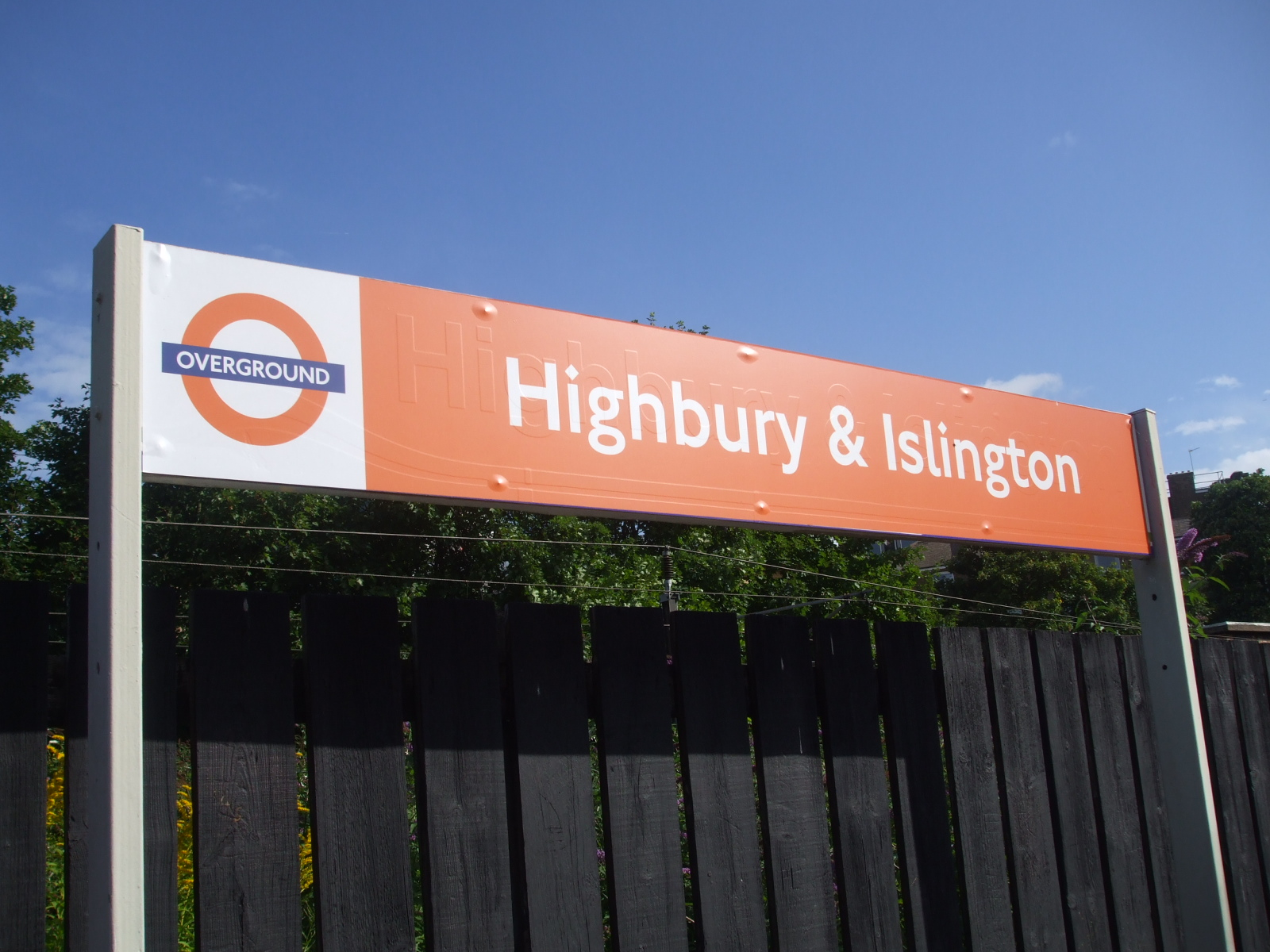
Insegne sulla piattaforma, 2008
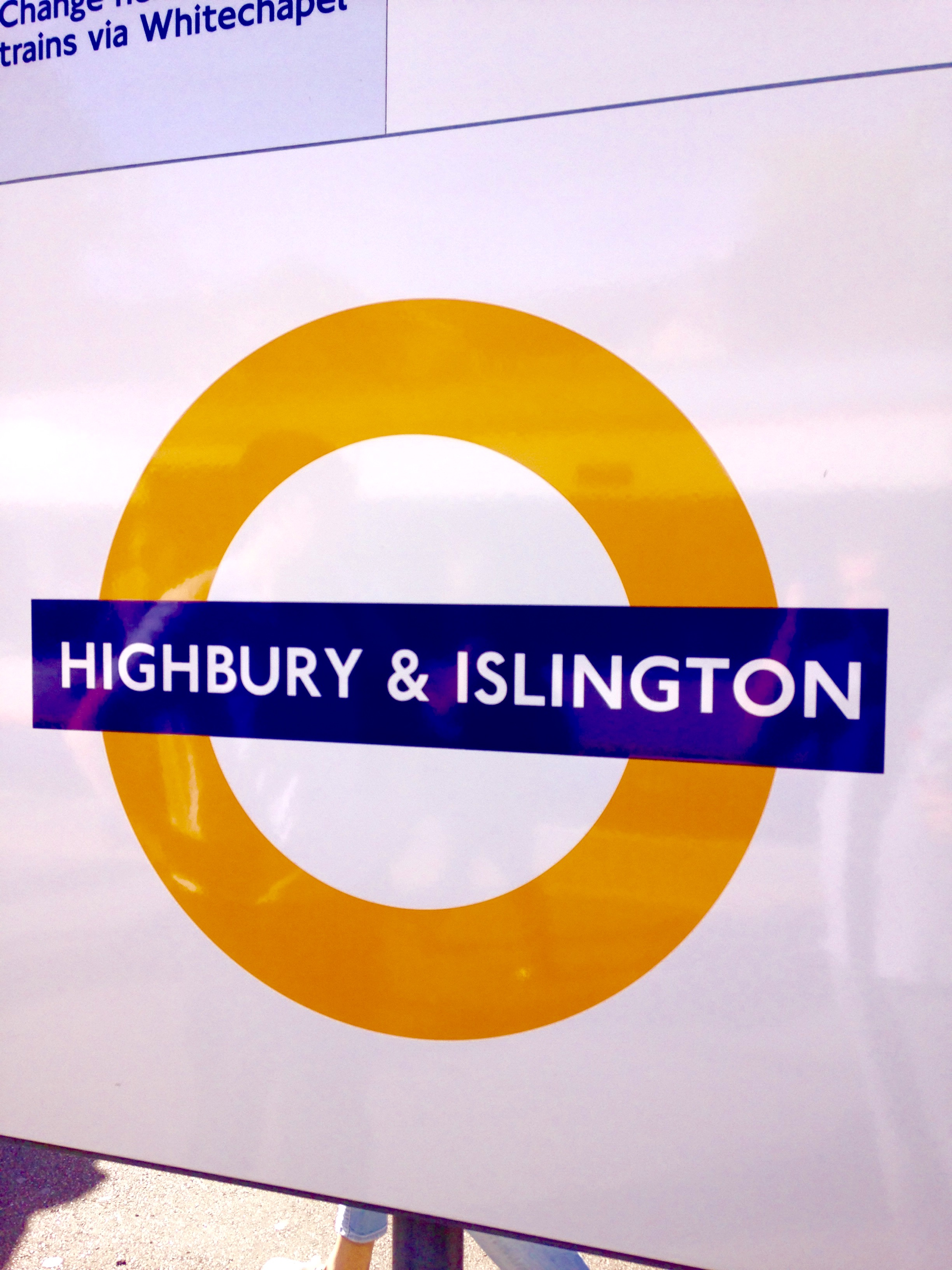
Roundel della stazione